# لاک هاین
لال هاین (به انگلیسی: Lough Hyne) یک دریاچه دریایی در جنوب غربی ایرلند است که در سال ۱۹۸۱ به عنوان اولین ذخیره‌گاه طبیعی دریایی ایرلند تعیین شد است.